# Osiek (powiat brodnicki)
Osiek – wieś w Polsce położona w województwie kujawsko-pomorskim, w powiecie brodnickim, w gminie Osiek.

## Podział administracyjny
W latach 1975–1998 miejscowość należała administracyjnie do województwa toruńskiego. Obecnie jest siedzibą gminy Osiek.

## Demografia
Według Narodowego Spisu Powszechnego (III 2011 r.) liczył 972 mieszkańców. Jest największą miejscowością gminy Osiek.

## Zabytki
Według rejestru zabytków NID na listę zabytków wpisany jest kościół parafialny pw. Wniebowzięcia Najświętszej Marii Panny z XIV/XV w., 1796, nr rej.: A/348 z 31.03.1927.

## Ludzie związani z Osiekiem
- Stanisław Sierakowski – polski działacz narodowy, poseł do Sejmu Pruskiego, prezes Związku Polaków w Niemczech.